# إليوت وودز
إليوت وودز (بالإنجليزية: Elliott Woods)‏ هو مهندس معماري أمريكي، ولد في 2 فبراير 1865 في مانشستر في المملكة المتحدة، وتوفي في 22 مايو 1923 في سبرينغ لاك في الولايات المتحدة.